# Poa tucumana
Poa tucumana är en gräsart som beskrevs av Parodi. Poa tucumana ingår i släktet gröen, och familjen gräs. Inga underarter finns listade i Catalogue of Life.